# Годиња (Трново, Источно Сарајево)
Годиња је насељено мјесто у општини Трново, Република Српска, БиХ. Према попису становништва из 2013. у овом насељу није било становника.

## Становништво
Према попису становништва из 1991. године, мјесто је имало 100 становника.